# 롤랜드 GS
롤랜드 GS(Roland GS) 또는 GS는 때때로 General Standard 또는 General Sound로 확장되며 MIDI 사양이다. 모든 GS 호환 장비는 특정 기능 집합을 충족해야 하며 일부 MIDI 명령 및 바이트 시퀀스의 해석을 문서화하여 악기 톤, 사운드 효과 컨트롤러 등을 정의한다.
더 단순한 일반 MIDI 표준 외에도 GS는 98개의 추가 톤 악기, 15개의 추가 타악기, 8개의 추가 드럼 키트, 3개의 효과(리버브/코러스/변주) 및 기타 기능을 정의한다.
롤랜드 SC-55는 GS 표준을 지원하는 최초의 신디사이저였다.

## 역사
GS 확장은 1991년 롤랜드 SC-55를 시작으로 롤랜드 사운드 캔버스 시리즈 모듈에 처음 도입 및 구현되었다. 첫 번째 모델은 317개의 악기, 16개의 동시 멜로디 음성, 8개의 타악기 음성 및 롤랜드 MT-32(비록 에뮬레이션만 하고 원래 MT-32의 프로그래밍 기능이 부족했지만) 폭발적인 인기를 얻었다.
사운드 캔버스 시리즈 외에도 롤랜드는 JV-30 키보드와 다른 JV 시리즈 악기용 VE-GS1 확장 보드를 통해 자체 전문 라인업에 GS 호환성을 제공했다. 또한, 롤랜드가 개발에 참여하고 적극적으로 지원하는 GM2 사양에는 GS 호환성이 제공된다.
일부 다른 제조업체에서는 롤랜드 GS와의 호환성을 시도했지만 GS 상표나 샘플을 사용할 수 없었다. 예를 들어 야마하 XG 신디사이저에서는 GS 구현을 "TG300B 모드"라고 했다. 드림 S.A.는 롤랜드 GS 기기의 무허가 샘플을 사용하여 사용했다.

## 같이 보기
- MIDI 표준 비교